# Bahrám II.
Bahrám II. (?–293) byl perský velkokrál z rodu Sásánovců vládnoucí v letech 276–293. Jeho otcem byl král Bahrám I. (vládl 273–276), dědem král Šápúr I., jeden z nejvýznamnějších perských panovníků ve starověku. Bahrám II. měl bratra Hormizda, pozdějšího pretendenta trůnu, a syna Bahráma, krátkodobého velkokrále v roce 293.

## Vláda
O vládě Bahráma II. je k dispozici více faktických informací než o panování obou jeho předchůdců. Je to dáno jednak tím, že se Bahrám udržel u moci celých sedmnáct let, jednak dochovanými nápisy kněze Kartíra, nejvyššího móbada zarathuštrovské církve. Kartír prakticky vedl za Bahráma státní záležitosti a patrně z jeho iniciativy proběhla v říši první pronásledování jinověrců – křesťanů, manichejců a buddhistů. Rozsah a dopad těchto akcí jsou dosud předmětem vědeckých debat.
Zahraničněpoliticky byl Bahrám na Západě konfrontován s ofenzivní politikou Římanů vedených císařem Carem, kteří roku 283 vpadli do Mezopotámie. Jen náhlá Carova smrt zabránila vážnějším škodám, sásánovské hlavní město Ktésifón však bylo přesto dobyto. Soudí se, že s novým císařem Diocletianem vyjednali Bahrámovi vyslanci mír.
Z vnitropolitického hlediska měla značný význam vzpoura Bahrámova bratra Hormizda, kterou se podařilo jen s velkými obtížemi potlačit. Sakům, podporujícím Hormizda, byl poté ustanoven nový král – Bahrámův stejnojmenný syn a dědic. Přesná chronologie událostí je však vzhledem k torzovitosti pramenů problematická.
Bahrám II., jenž po sobě zanechal více skalních reliéfů než kterýkoli jiný perský král, zemřel přirozenou smrtí nedlouho poté, co ztratil kontrolu nad Arménií, ovládanou Peršany od dob Šápúra I.